# Hamza Mendyl
Hamza Mendyl (Casablanca, 21 oktober 1997) is een Marokkaans-Ivoriaans voetballer die doorgaans speelt als linksback. In januari 2025 verruilde hij OH Leuven voor Aris Saloniki. Mendyl maakte in 2016 zijn debuut in het Marokkaans voetbalelftal.

## Clubcarrière
Mendyl speelde in de Marokkaanse Académie Mohammed VI, maar werd in 2016 gescout door Lille, dat hem naar Noord-Frankrijk haalde. Op 18 februari 2017 maakte de verdediger zijn debuut in het eerste elftal in de Ligue 1, toen door een doelpunt van Anwar El Ghazi met 0–1 gewonnen werd van Caen. Mendyl begon aan het duel als wisselspeler en mocht van coach Franck Passi elf minuten voor het einde van de wedstrijd invallen voor Éric Bauthéac. In totaal speelde Mendyl vijftien wedstrijden voor Lille.
In de zomer van 2018 verkaste Mendyl voor circa zeven miljoen euro naar Schalke 04, waar hij zijn handtekening zette onder een verbintenis voor de duur van vijf seizoenen. Mendyl kwam in zijn eerste seizoen negen keer in actie in de Bundesliga, vijf keer in de UEFA Champions League en één keer in de DFB-Pokal. Na een jaar in Gelsenkirchen werd hij voor het seizoen 2019/20 verhuurd aan Dijon FCO. In de zomer van 2021 werd de verdediger voor de tweede maal verhuurd, aan Gaziantep. In de zomer van 2022 mocht Mendyl vertrekken bij Schalke, waarop hij voor drie seizoenen werd vastgelegd door OH Leuven. De Marokkaan vertrok in januari 2025 naar Aris Saloniki, waar hij voor anderhalf jaar tekende.

## Clubstatistieken
| Seizoen | Club          | Competitie      | Competitie | Competitie | Beker | Beker | Internationaal | Internationaal | Totaal | Totaal |
| Seizoen | Club          | Competitie      | Wed.       | Dlp.       | Wed.  | Dlp.  | Wed.           | Dlp.           | Wed.   | Dlp.   |
| ------- | ------------- | --------------- | ---------- | ---------- | ----- | ----- | -------------- | -------------- | ------ | ------ |
| 2016/17 | Lille         | Ligue 1         | 1          | 0          | 1     | 0     | —              | —              | 2      | 0      |
| 2017/18 | Lille         | Ligue 1         | 12         | 0          | 2     | 0     | —              | —              | 14     | 0      |
| 2018/19 | Schalke 04    | Bundesliga      | 9          | 0          | 1     | 0     | 6              | 0              | 16     | 0      |
| 2019/20 | → Dijon FCO   | Ligue 1         | 18         | 1          | 2     | 0     | —              | —              | 20     | 1      |
| 2020/21 | Schalke 04    | Bundesliga      | 3          | 0          | 2     | 0     | –              | –              | 5      | 0      |
| 2021/22 | → Gaziantep   | Süper Lig       | 22         | 1          | 1     | 0     | –              | –              | 23     | 1      |
| 2022/23 | OH Leuven     | Eerste klasse A | 28         | 0          | 2     | 0     | –              | –              | 30     | 0      |
| 2023/24 | OH Leuven     | Eerste klasse A | 26         | 3          | 1     | 0     | –              | –              | 27     | 3      |
| 2024/25 | OH Leuven     | Eerste klasse A | 12         | 0          | 2     | 0     | –              | –              | 14     | 0      |
| 2024/25 | Aris Saloniki | Super League    | 2          | 1          | 0     | 0     | –              | –              | 2      | 1      |
| Totaal  | Totaal        | Totaal          | 134        | 6          | 13    | 0     | 6              | 0              | 153    | 6      |

Bijgewerkt op 3 februari 2025.

## Interlandcarrière
Mendyl maakte zijn debuut in het Marokkaans voetbalelftal op 4 september 2016, toen met 2–0 gewonnen werd van Sao Tomé en Principe. Hakim Ziyech (vanuit een strafschop) en Aziz Bouhaddouz zorgden voor de doelpunten. Mendyl mocht van bondscoach Hervé Renard in de basis beginnen en hij speelde de volledige negentig minuten mee. De andere debutant dit duel was Younis Abdelhamid (Dijon).
Mendyl werd in mei 2018 door Renard opgenomen in de selectie van Marokko voor het wereldkampioenschap in Rusland. Op het eindtoernooi werd Marokko in de groepsfase uitgeschakeld na nederlagen tegen Iran (0–1) en Portugal (1–0) en een gelijkspel tegen Spanje (2–2). Mendyl bleef in alle drie wedstrijden als ongebruikte wisselspeler aan de kant.
| Interlands van Hamza Mendyl voor Marokko | Interlands van Hamza Mendyl voor Marokko | Interlands van Hamza Mendyl voor Marokko | Interlands van Hamza Mendyl voor Marokko | Interlands van Hamza Mendyl voor Marokko | Interlands van Hamza Mendyl voor Marokko | Interlands van Hamza Mendyl voor Marokko |
| №                                        | Datum                                    | Wedstrijd                                | Uitslag                                  | Competitie                               | Goals                                    |                                          |
| Als speler bij Lille                     | Als speler bij Lille                     | Als speler bij Lille                     | Als speler bij Lille                     | Als speler bij Lille                     | Als speler bij Lille                     | Als speler bij Lille                     |
| ---------------------------------------- | ---------------------------------------- | ---------------------------------------- | ---------------------------------------- | ---------------------------------------- | ---------------------------------------- | ---------------------------------------- |
| 1                                        | 4 september 2016                         | Marokko – Sao Tomé en Principe           | 2 – 0                                    | AK 2017 kwalificatie                     |                                          |                                          |
| 2                                        | 8 oktober 2016                           | Gabon – Marokko                          | 2 – 0                                    | WK 2018 kwalificatie                     |                                          |                                          |
| 3                                        | 11 oktober 2016                          | Marokko – Canada                         | 4 – 0                                    | Vriendschappelijk                        |                                          |                                          |
| 4                                        | 12 november 2016                         | Marokko – Ivoorkust                      | 0 – 0                                    | WK 2018 kwalificatie                     |                                          |                                          |
| 5                                        | 15 november 2016                         | Marokko – Togo                           | 2 – 1                                    | Vriendschappelijk                        |                                          |                                          |
| 6                                        | 16 januari 2017                          | Congo-Kinshasa – Marokko                 | 1 – 0                                    | AK 2017                                  |                                          |                                          |
| 7                                        | 20 januari 2017                          | Marokko – Togo                           | 3 – 1                                    | AK 2017                                  |                                          |                                          |
| 8                                        | 24 januari 2017                          | Marokko – Ivoorkust                      | 1 – 0                                    | AK 2017                                  |                                          |                                          |
| 9                                        | 29 januari 2017                          | Egypte – Marokko                         | 1 – 0                                    | AK 2017                                  |                                          |                                          |
| 10                                       | 24 maart 2017                            | Marokko – Burkina Faso                   | 2 – 0                                    | Vriendschappelijk                        |                                          |                                          |
| 11                                       | 23 maart 2018                            | Marokko – Servië                         | 2 – 1                                    | Vriendschappelijk                        |                                          |                                          |
| 12                                       | 31 mei 2018                              | Marokko – Oekraïne                       | 0 – 0                                    | Vriendschappelijk                        |                                          |                                          |
| 13                                       | 4 juni 2018                              | Marokko – Slowakije                      | 2 – 1                                    | Vriendschappelijk                        |                                          |                                          |
| Als speler bij Schalke 04                |                                          |                                          |                                          |                                          |                                          |                                          |
| 14                                       | 13 oktober 2018                          | Marokko – Comoren                        | 1 – 0                                    | AK 2019 kwalificatie                     |                                          |                                          |
| 15                                       | 16 oktober 2018                          | Comoren – Marokko                        | 2 – 2                                    | AK 2019 kwalificatie                     |                                          |                                          |
| Als speler bij Dijon FCO                 |                                          |                                          |                                          |                                          |                                          |                                          |
| 16                                       | 11 oktober 2019                          | Marokko – Libië                          | 1 – 1                                    | Vriendschappelijk                        |                                          |                                          |
| 17                                       | 15 oktober 2019                          | Marokko – Gabon                          | 2 – 3                                    | Vriendschappelijk                        |                                          |                                          |
| 18                                       | 19 november 2019                         | Burkina Faso – Marokko                   | 0 – 3                                    | AK 2021 kwalificatie                     |                                          |                                          |
| Als speler bij Schalke 04                |                                          |                                          |                                          |                                          |                                          |                                          |
| 19                                       | 9 oktober 2020                           | Marokko – Senegal                        | 3 – 1                                    | Vriendschappelijk                        |                                          |                                          |
| 20                                       | 13 oktober 2020                          | Marokko – Congo-Kinshasa                 | 1 – 1                                    | Vriendschappelijk                        |                                          |                                          |

Bijgewerkt op 3 februari 2025.